# Хосогай Хадзіме
Хосогай Хадзіме (яп. 細貝 萌, нар. 10 червня 1986, Маебасі) — японський футболіст, захисник клубу «Касіва Рейсол».
Насамперед відомий виступами за «Ураву Ред Даймондс», з якою виграв ряд трофеїв, а також національну збірну Японії.

## Клубна кар'єра
У дорослому футболі дебютував 2005 року виступами за клуб «Урава Ред Даймондс», в якій провів шість сезонів, взявши участь у 126 матчах чемпіонату. З сезону 2008 року став основним гравцем захисту команди.
23 грудня 2010 року покинув Японію та перейшов у німецький «Баєр 04», який одразу ж віддав його в оренду в «Аугсбург», де японець і провів наступні півтора року.
Влітку 2012 року повернувся в Леверкузен, проте закріпитися у складі «Баєра»  не зумів, провівши за наступний сезон своєї ігрової кар'єри лише 23 гри в усіх турнірах за головну команду.
До складу берлінської «Герти» приєднався влітку 2013 року.

## Виступи за збірні
Протягом 2006–2008 років залучався до складу молодіжної збірної Японії. На молодіжному рівні зіграв у 10 офіційних матчах, забив 1 гол.
У складі олімпійської збірної був учасником футбольного турніру на Олімпійських іграх 2008 року у Пекіні.
Дебютував за головну збірну країни 4 вересня 2010 року у товариському матчі проти Парагваю. Забив свій перший гол за збірну 25 січня 2011 року у півфіналі Кубка Азії 2011 у Катарі проти Південної Кореї, коли першим встиг до м'яча після того, як Кейсуке Хонда невдало пробив пенальті. В підсумку став разом зі збірною на тому турнірі переможцем змагання.
2010 року дебютував в офіційних матчах у складі національної збірної Японії. 
2013 року був учасником розіграшу Кубка конфедерацій 2013 року у Бразилії, проте збірна зайняла останнє місце у групі не здобувши жодного очка.
Наразі провів у формі головної команди країни 30 матчів, забивши 1 гол.

## Статистика
Статистика виступів у національній збірній.
| Збірна Японії | Збірна Японії | Збірна Японії |
| Роки          | Ігри          | голи          |
| ------------- | ------------- | ------------- |
| 2010          | 3             | 0             |
| 2011          | 7             | 1             |
| 2012          | 8             | 0             |
| 2013          | 7             | 0             |
| 2014          | 5             | 0             |
| Усього        | 30            | 1             |

## Титули і досягнення
- Клубні: 
  - Чемпіон Японії: 2006
  - Володар Суперкубка Японії: 2006
  - Переможець Ліги чемпіонів АФК: 2007
  - Володар Кубка Імператора: 2005, 2006
- У складі збірної: 
  - Чемпіон Азії: 2011